# Barbadosi labdarúgó-bajnokság (első osztály)
A Barbados Premier Division (szponzori okok miatt jelenleg Digicel Premier League) a barbadosi labdarúgó-bajnokságok legfelsőbb osztályának elnevezése. 1947-ben alapították és 10 csapat részvételével zajlik. A bajnok a térségi Bajnokok Ligájában indulhat.

## Lebonyolítás
A bajnoki fordulók február végétől július végéig, azaz 5 hónapon át zajlanak. A liga 10 csapata kétszer játszik a többiekkel, így mindössze 18 mérkőzésen gyűjtik a pontokat. A bajnokság utolsó 2 helyezettje a másodosztályba esik ki, ahonnan az első 2 feljut az élvonalba.

## A 2013-as bajnokság résztvevői
- Barbados Defence Force
- Brittons Hill
- Cosmos
- Dayrells Road
- Notre Dame
- Paradise
- Pride of Gall Hill
- Saint John's Sonnets
- Weymouth Wales
- Youth Milan

## A bajnokok listája
| - 1947–48: Spartan (1) - 1950: Spartan (2) - 1951: Spartan (3) - 1952: Empire (1) - 1960: Everton (1) - 1961: nem volt bajnokság - 1962: New South Wales (1) - 1963: Everton (2) - 1964: New South Wales (2) - 1965: Everton (3) - 1966: Everton (4) - 1967: New South Wales (3) - 1968: nem volt bajnokság - 1969: New South Wales (4) - 1970: New South Wales (5) - 1971: New South Wales (6) - 1972: New South Wales (7) - 1973: Pan-Am Wales (8) - 1974: Pan-Am Wales (9) - 1975: Pan-Am Wales (10) - 1976: Pan-Am Wales (11) | - 1977: nem volt bajnokság - 1978: Weymouth Wales (12) - 1979: nem volt bajnokság - 1980: nem volt bajnokság - 1981: Weymouth Wales (13) - 1982: Pinelands United (1) - 1983: nem volt bajnokság - 1984: Weymouth Wales (14) - 1985: Pinelands United (2) - 1986: Weymouth Wales (15) - 1987: Everton (5) - 1988: Pride of Gall Hill (1) - 1989: Paradise (1) - 1990: Brittons Hill (1) - 1991: nem volt bajnokság - 1992: Pinelands United (3) - 1993: Pride of Gall Hill (2) - 1994: nem volt bajnokság - 1995: Barbados Defence Force (1) - 1996: Paradise (2) - 1997: Notre Dame (1) | - 1998: Notre Dame (2) - 1999: Notre Dame (3) - 2000: Notre Dame (4) - 2001: Paradise (3) - 2002: Notre Dame (5) - 2003: Paradise (4) - 2004: Notre Dame (6) - 2005: Notre Dame (7) - 2006: Youth Milan (1) - 2007: Barbados Defence Force (2) - 2008: Notre Dame (8) - 2009: Brittons Hill (2) - 2010: Notre Dame (9) - 2011: Youth Milan (2) - 2012: Weymouth Wales (16) - 2013: Barbados Defence Force (3) |

## Bajnoki címek eloszlása
| Csapat                                                | Bajnoki címek | Legutóbbi aranyérem |
| ----------------------------------------------------- | ------------- | ------------------- |
| Weymouth Wales (korábban New South ill. Pan-Am Wales) | 16            | 2012                |
| Notre Dame                                            | 9             | 2010                |
| Everton                                               | 5             | 1987                |
| Paradise                                              | 4             | 2003                |
| Barbados Defence Force                                | 3             | 2013                |
| Pinelands United                                      | 3             | 1992                |
| Spartan                                               | 3             | 1951                |
| Youth Milan                                           | 2             | 2011                |
| Brittons Hill                                         | 2             | 2009                |
| Pride of Gall Hill                                    | 2             | 1993                |
| Empire                                                | 1             | 1952                |

## Külső hivatkozások
- Adatok, információk a FIFA honlapján Archiválva 2012. november 9-i dátummal a Wayback Machine-ben